# SHFV-Pokal 2023/24
Der SHFV-Pokal 2023/24 war die 71. Austragung des schleswig-holsteinischen Verbandspokals der Männer im Amateurfußball. Titelverteidiger war der VfB Lübeck. Der Sieger 1. FC Phönix Lübeck qualifizierte sich für den DFB-Pokal 2024/25.

## Spielmodus
Bei einem unentschiedenen Spielstand nach regulären 90 Minuten kommt es nach Beschluss der 4. Präsidiumssitzung des SHFV am 28. Juni 2023 nicht mehr zu einer zwei mal 15-minütigen Verlängerung, sondern direkt im Anschluss an die 90 Minuten zu einem Elfmeterschießen. Eine Verlängerung ist lediglich noch für das Finale vorgesehen.

## Teilnehmende Mannschaften
Alle schleswig-holsteinischen Mannschaften, die in der Vorsaison oberhalb der Oberliga Schleswig-Holstein spielten, waren automatisch qualifiziert. Ausgenommen war der Zweitligist Holstein Kiel, da die Vereine der Bundesliga und 2. Bundesliga nicht an den Verbandspokalen teilnehmen und automatisch für den DFB-Pokal qualifiziert sind. Zudem qualifizierten sich die Kreispokalsieger der 11 Kreisfußballverbände und der Finalist des Flens-Cups Meister der Meister, da der Sieger SpVg. Eidertal Molfsee II als Zweitmannschaft nicht teilnahmeberechtigt war. Um auf 16 Teilnehmer zu kommen, nahm auch der Finalist des Kreispokals Westküste teil.
Folgende Mannschaften waren somit für den SHFV-Pokal 2023/24 qualifiziert (in der Klammer ist die Ligenzugehörigkeit in dieser Spielzeit angegeben):
| Vereine der Regionalliga Nord 2022/23 - VfB Lübeck (III) - SC Weiche Flensburg 08 (IV) - 1. FC Phönix Lübeck (IV) | Kreispokalsieger 2022/23 - Herzogtum Lauenburg: SV Grün-Weiß Siebenbäumen (VI) - Holstein (Neumünster, Plön): PSV Neumünster (V) - Kiel: FC Kilia Kiel (IV) - Lübeck: Eichholzer SV (VI) - Nordfriesland: Husumer SV (VI) - Ostholstein: Eutin 08 (VI) - Rendsburg-Eckernförde: Eckernförder SV (V) - Schleswig-Flensburg (inkl. Flensburg): TSB Flensburg (V) - Segeberg: SV Todesfelde (V) - Stormarn: SV Eichede (V) - Westküste (Dithmarschen, Steinburg) - Sieger: Heider SV (V) - Finalist: SV Alemannia Wilster (VIII) | Meister der Meister 2022/23 - Finalist Barkelsbyer SV (VII) |

| Ligaebene in Klammern: III = 3. Liga • IV = Regionalliga Nord • V = Oberliga Schleswig-Holstein • VI = Landesligen • VII = Verbandsligen • VIII = Kreisligen |

## Achtelfinale
Die Achtelfinalpartien wurden am Pfingstmontag, den 29. Mai 2023, im Rahmen des Finaltages des FLENS Cup Meister der Meister in Malente ausgelost. Als "Losfee" fungierte dabei der Staffelleiter des SHDV, Dennis Keske. Die Spiele fanden zwischen dem 8. und 23. Juli 2023 statt.
| Datum                 |                                | Ergebnis              |                             |
| --------------------- | ------------------------------ | --------------------- | --------------------------- |
| 08.07.2023, 14:00 Uhr | PSV Neumünster (V)             | 3:1 (0:1)             | Heider SV (V)               |
| 08.07.2023, 15:00 Uhr | SV Alemannia Wilster (VIII)    | 0:2 (0:1)             | Eckernförder SV (V)         |
| 14.07.2023, 19:00 Uhr | FC Kilia Kiel (IV)             | 1:3 (0:2)             | SC Weiche Flensburg 08 (IV) |
| 15.07.2023, 14:00 Uhr | TSB Flensburg (V)              | 1:5 (0:3)             | 1. FC Phönix Lübeck (IV)    |
| 15.07.2023, 14:00 Uhr | SV Eichede (V)                 | 6:0 (3:0)             | Husumer SV (VI)             |
| 15.07.2023, 16:00 Uhr | Barkelsbyer SV (VII)           | 1:1 (0:1) (3:5 i. E.) | Eichholzer SV (VI)          |
| 22.07.2023, 15:00 Uhr | Eutin 08 (VI)                  | 0:7 (0:2)             | VfB Lübeck (III)            |
| 23.07.2023, 15:00 Uhr | SV Grün-Weiß Siebenbäumen (VI) | 1:5 (0:3)             | SV Todesfelde (V)           |

## Viertelfinale
Die acht Sieger des Achtelfinals spielten in dieser Runde die vier Halbfinalisten aus. Die Spiele fanden zwischen dem 22. Juli und dem 6. September 2023 statt.
| Datum                 |                          | Ergebnis              |                             |
| --------------------- | ------------------------ | --------------------- | --------------------------- |
| 22.07.2023, 14:00 Uhr | PSV Neumünster (V)       | 2:2 (1:1) (5:4 i. E.) | SC Weiche Flensburg 08 (IV) |
| 23.07.2023, 16:00 Uhr | Eichholzer SV (VI)       | 1:0 (0:0)             | SV Eichede (V)              |
| 09.08.2023, 19:00 Uhr | Eckernförder SV (V)      | 0:5 (0:2)             | SV Todesfelde (V)           |
| 06.09.2023, 17:30 Uhr | 1. FC Phönix Lübeck (IV) | 2:2 (0:1) (4:2 i. E.) | VfB Lübeck (III)            |

## Halbfinale
Die vier Sieger des Viertelfinals spielten in dieser Runde die beiden Finalisten aus. Die Halbfinale wurden am 28. Juli 2023 im Rahmen der Eröffnung der Oberliga Schleswig-Holstein in Heide ausgelost. Die Spiele fanden am 3. und 31. Oktober 2023 statt.
| Datum                 |                    | Ergebnis              |                          |
| --------------------- | ------------------ | --------------------- | ------------------------ |
| 03.10.2023, 14:00 Uhr | PSV Neumünster (V) | 1:1 (0:1) (1:4 i. E.) | SV Todesfelde (V)        |
| 31.10.2023, 14:00 Uhr | Eichholzer SV (VI) | 0:4 (0:1)             | 1. FC Phönix Lübeck (IV) |

## Finale
Die beiden Sieger des Halbfinals spielten im Endspiel den Pokalsieger aus. Die Begegnung fand am 3. Juni 2023 im Rahmen des Finaltags der Amateure in Todesfelde statt.
| Datum      |                   | Ergebnis  |                          |
| ---------- | ----------------- | --------- | ------------------------ |
| 25.05.2024 | SV Todesfelde (V) | 1:3 (1:1) | 1. FC Phönix Lübeck (IV) |